# Das deutsche Mutterherz
Pour plus de détails, voir Fiche technique et Distribution.
Das deutsche Mutterherz (en français Le Cœur maternel allemand) est un film allemand  muet réalisé par Géza von Bolváry, sorti en 1926.

## Synopsis
La veuve Erdmann a cinq fils. Cependant, son plus jeune fils Oscar a échoué. C'est un menteur, un tricheur et un voleur qui gaspille aussi l'argent de sa mère. Lorsque les quatre autres fils se portent volontaires pour le service militaire, il refuse de servir avec les armes avec ces mots : « C'est trop horrible ! je veux vivre ! » Pendant la guerre, il est recruté par un État ennemi pour faire sauter un dépôt de munitions. Il n'hésite pas à frapper brutalement sa mère, qui veut empêcher cela. Lorsqu'un garde ouvre ensuite le feu, elle est grièvement blessée puis meurt.
Ses enfants s'agenouillent devant son lit de mort. Au cours de cette veillée, des soldats passent devant la fenêtre et chantent la chanson allemande Femmes allemandes, loyauté allemande !. Les fils s'effondrent en pleurant.

## Fiche technique
- Titre original : Das deutsche Mutterherz
- Réalisation : Géza von Bolváry
- Scénario : Margarete M. Langen (de)
- Compositeur : Hans May
- Direction artistique : Peter Rochelsberg, Otto Voelckers (de)
- Photographie : Hans Karl Gottschalk (de)
- Société de production : Ewe-Film GmbH
- Société de distribution : Süd-Film
- Pays de production : Allemagne  République de Weimar
- Langue : allemand
- Format : Noir et blanc - 1,33:1 - 35 mm
- Genre : Drame
- Durée : 132 minutes
- Dates de sortie :
  - Allemagne  République de Weimar : 28 juillet 1926 (Berlin), 28 août 1926 (nationale).

## Distribution
- Margarete Kupfer : la veuve Erdmann, la mère
- Heinz Rühmann : Oscar Erdmann, son fils
- Julius Messaros : Julius
- Ellen Kürti : la serveuse
- Vera Voronina
- Helene von Bolváry
- Carl Walther Meyer (de)
- Leon Epp (de)
- Max Weydner (de)

## Production
Le film passe devant la censure le 14 juillet 1926.
Heinz Rühmann fait ses débuts au cinéma ici dans un rôle antipathique en tant que matricide. Sa mère, qui a vu ce film avec son fils à Munich, aurait quitté le cinéma en pleurant pendant la représentation.

## Source de traduction
- (de) Cet article est partiellement ou en totalité issu de l’article de Wikipédia en allemand intitulé « Das deutsche Mutterherz » (voir la liste des auteurs).

1. ↑  (de) Franz Josef Görtz, Hans Sarkowicz, Heinz Rühmann, 1902-1994 : Der Schauspieler und sein Jahrhundert, Beck, 2001, 434 p. (ISBN 9783406481635, lire en ligne), p. 63